# Kristinn Björnsson
Kristinn Björnsson (Ólafsfjörður, 26 maggio 1972) è un ex sciatore alpino islandese specialista dello slalom speciale, primo atleta del suo Paese a salire sul podio in Coppa del Mondo.

## Biografia
Björnsson esordì in campo internazionale ai Mondiali juniores di Zinal 1990 e ai Giochi olimpici invernali ad Albertville 1992, dove si classificò 43º nel supergigante e non concluse lo slalom gigante e lo slalom speciale. Due anni dopo, a Lillehammer 1994, fu 30º nello slalom gigante e non concluse nuovamente lo slalom speciale. Il 17 novembre 1995 debuttò in Coppa del Mondo nello slalom gigante di Vail/Beaver Creek, senza terminare la gara, e nel 1997 ai Campionati mondiali: nella rassegna iridata di Sestriere non completò né lo slalom gigante né lo slalom speciale.
Presente in Coppa del Mondo fino al 2001-2002, gareggiò quasi esclusivamente in slalom speciale e colse i suoi maggiori successi nel 1997-1998. In quella stagione conquistò infatti due secondi posti, uno a Park City il 22 novembre e l'altro a Veysonnaz il 18 gennaio; inoltre partecipò ai XVIII Giochi olimpici invernali di Nagano 1998, nuovamente senza concludere lo slalom gigante e lo slalom speciale.
32º nello slalom gigante e 20º nello slalom speciale dei Mondiali di Vail/Beaver Creek 1999, la sua ultima gara in Coppa del Mondo fu lo slalom speciale di Schladming del 22 gennaio 2002. In seguito, durante quel suo ultimo anno di attività agonistica prese ancora parte ai XIX Giochi olimpici invernali  di Salt Lake City 2002, conquistando il miglior piazzamento olimpico in carriera: 22º nello slalom speciale; la sua ultima gara in carrier fu uno slalom speciale FIS disputato il 7 aprile seguente a Dalvík, non completato da Björnsson.

## Palmarès

### Coppa del Mondo
- Miglior piazzamento in classifica generale: 49º nel 1998
- 2 podi:
  - 2 secondi posti

### Coppa Europa
- 3 podi (dati dalla stagione 1994-1995):
  - 1 vittoria
  - 2 terzi posti

#### Coppa Europa - vittorie
| Data           | Località        | Paese   | Specialità |
| -------------- | --------------- | ------- | ---------- |
| 9 gennaio 1998 | Donnersbachwald | Austria | SL         |

Legenda:

SL = slalom speciale

### Campionati islandesi
- 1 medaglia (dati dalla stagione 1994-1995)[1]:
  - 1 oro (slalom speciale nel 2002)